# Les Guerres en chaîne
Les Guerres en chaîne est un livre du sociologue français Raymond Aron paru en 1951.